# Лазар Димитров (Родиво)
Вижте пояснителната страница за други личности с името Лазар Димитров.
Лазар (Лазо) Димитров, наречен Родевчето или Родивец, е български революционер, воденски войвода на Вътрешната македоно-одринска революционна организация.

## Биография
Лазар Димитров е роден в 1874 година във воденското село Горно Родиво, тогава в Османската империя. Присъединява се към редовете на ВМОРО в 1897 година и става ръководител на революционния комитет в родното си село. През юни 1902 година става нелегален. Участва в Илинденско-Преображенското въстание в 1903 година като войвода на чета във Воденско. Според Кирил Пърличев първи районен войвода във Воденско е Христо Шаламанов, след него Лазар Димитров в периода 1901-1902 година, а в началото на 1903 година той е заменен от Евстрати Дачев. Пърличев си спомня: 
| „ | Лазо Родивчето - прост селянин, но много смел и привързан към делото човек. | “ |